# Nazionale femminile di pallamano della Repubblica Democratica del Congo
La nazionale di pallamano femminile della Repubblica Democratica del Congo rappresenta la Repubblica Democratica del Congo nelle competizioni femminili internazionali della pallamano.